# COLORS (单曲)
《COLORS》為宇多田光的第12張日文單曲，於2003年1月29日發行。

## 簡介
- 與前作《SAKURA Drops/Letters》相隔約半年、新婚後首張單曲。本作發行後進行為期約1年的充電期。
- 歌曲是在與當時先的丈夫紀里谷和明在法國渡蜜月時寫下的，其本人稱在製作這首歌最用心的地方是開頭、間奏和結尾。
- 在電視節目與演唱會演唱本作時都有降調的習慣，這是因為在製作歌曲時就是以降調後的為原型，後來按受建議才決定把CD版本的歌曲升調。其本人在作品封面親手寫上的和弦便是歌曲原來降調的狀態。
- c/w曲《Simple And Clean》為《光》的英語版本，也是遊戲「王國之心」全球版的主題曲。歌曲的副歌開頭旋律跟日語版本的《光》有所不同，這是因為其本人在製作《光》的時候覺得歌詞與旋律不夠契合，因此決定重寫另一段旋律使用。而原先的旋律則分別用在《Simple And Clean》跟《謊言般的I Love You》裡，因此這兩首歌副歌開頭的旋律是完全一致的。
- 發售形態為增強型CD，收錄了以往的官方螢幕保護裝置以及本作的新螢幕保護裝置。
- TOYOTA「WiSH」使用的歌曲交響純音樂版本「COLORS -Orchestra Version-」收錄於合輯《Beautiful Drivin' Classic Wish》中。

## 商業成績
- 發行首週以超過43萬張的銷量登上公信榜第1位，成為其自《traveling》以來連續第4首冠軍單曲，同時繼前作《SAKURA Drops/Letters》連續兩作首週銷量突破40萬張。
- 次週再以約14萬張的銷量蟬聯公信榜冠單位置，同時僅憑兩週的銷量登上當時年間冠軍位置。第三週賣出約10萬張的銷量，並以超過67萬張的累計銷量登上2月度月間冠軍位置。
- 年間累計銷量超過88萬張，成為2003年度年間第3單曲，僅落後於SMAP的《世界上唯一的花》及福山雅治的《彩虹／向日葵／那就是一切（日语：虹/ひまわり/それがすべてさ）》。
- 總銷量超過89萬張，成為自《Can You Keep A Secret?》後自身銷量最高的單曲，並獲日本唱片協會認證為百萬唱片。手機全曲下載亦獲認證為金唱片。
- 公信榜在榜週數達45週，與《Flavor Of Life》一同為其在榜週數最長的單曲。

## 曲目
| 曲序 | 曲目                                             | 編曲             | 时长 |
| ---- | ------------------------------------------------ | ---------------- | ---- |
| 1.   | COLORS（豐田Wish廣告歌曲）                       | 宇多田光、河野圭 | 4:03 |
| 2.   | Simple And Clean（遊戲「王國之心」全球版主題曲） | 河野圭、宇多田光 | 5:03 |
| 3.   | Simple And Clean -PLANITb Remix-                 | Russell McNamara | 5:45 |
| 4.   | COLORS -Original Karaoke-                        |                  | 4:01 |

## 電視演出
- 2003年1月12日 CDTV
- 2003年1月29日 Viewsic
- 2003年1月31日 Music Station
- 2003年2月5日 Sokuhou Uta no Daijiten
- 2003年2月6日 Ax Music TV
- 2003年2月8日 Pop Jam
- 2003年2月8日 CDTV
- 2003年2月13日 Utaban
- 2003年2月17日 HEY! HEY! HEY!
- 2003年3月3日 SMAPxSMAP
- 2003年12月17日 Asahi Special

## 製作名單
- 宇多田光：全聲樂（#1,2）、基本編程（#1,2）

| COLORS - 河野圭：電子琴、編程 - 常見和秀：合成器編程 - Great Eida Group：小提琴 - Abe Masashi Group：大提琴 | Simple And Clean - 河野圭：電子琴、編程 - 常見和秀：合成器編程 - 秋山浩德：原聲吉他 |

## 銷量
| 榜單                              | 最高排名 | 銷量    | 在榜時數 |
| --------------------------------- | -------- | ------- | -------- |
| Oricon日間單曲榜 (2003年1月29日)  | 1        | —       | 45週     |
| Oricon週間單曲榜 (2003年2月第2週) | 1        | 437,903 | 45週     |
| Oricon月間單曲榜 (2003年2月)      | 1        | 676,409 | 45週     |
| Oricon年間單曲榜 (2003年)         | 3        | 881,348 | 45週     |
| Oricon累積銷量                    | —        | 893,790 | 45週     |

## DVD單曲
《COLORS》是宇多田光的第3張DVD單曲，於2003年3月12日發行，收錄了COLORS的PV以及其製作花絮。

### 簡介
- 有別於她當時大部份PV均由其前夫紀里谷和明拍攝的慣例，本作是由外國導演Donald Cameron所拍攝。
- 本作封面是借用PV其中的一幕。

### 收錄內容
| 曲序 | 曲目                                      |
| ---- | ----------------------------------------- |
| 1.   | Making of COLORS                          |
| 2.   | COLORS                                    |
| 3.   | 肝臓先生REPORT DVD EDITION（Bonus Track） |

## 外部連結
- Utada Hikaru's Website — Official EMI Music website
- The Colors Fanlisting — Includes further information about the song and PV